# Carapebus
Carapebus là một đô thị thuộc bang Rio de Janeiro, Brasil. Đô thị này có diện tích 305,502 km², dân số năm 2007 là 10389 người, mật độ 34 người/km².